# Hermanowice (gmina)
Hermanowice – dawna gmina wiejska istniejąca w latach 1934–1939 w woj. lwowskim (dzisiejsze woj. podkarpackie/obwód lwowski). Siedzibą władz gminy były Hermanowice.
Gmina zbiorowa Hermanowice została utworzona 1 sierpnia 1934 roku w powiecie przemyskim w woj. lwowskim z dotychczasowych jednostkowych gmin wiejskich: Aksmanice, Darowi(wi)ce, Fredropol, Grochowce, Hermanowice, Kłokowice, Kniażyce, Koniusza, Koniuszki, Kormanice, Kupiatycze, Łuczyce, Malhowice, Młodowice, Nehrybka, Pikulice, Podmojsce, Sielec, Sierakośce, Sólca, Stanisławczyk, Witoszyńce i Zabłotce. W 1939 roku gminę zniesiono.
Po wojnie gminy Hermanowice nie odtworzono, mimo że prawie cały jej obszar (oprócz zachodniego i południowo-zachodniego pasma, m.in. z wsią Podmojsce) znalazł się w granicach Polski, wchodząc w skład dwóch gmin nieistniejących przed wojną – Przemyśl i Fredropol. 
Podczas okupacji hitlerowskiej w 1942 roku gminę Hermanowice zniesiono. Z północnej połowy gminy Hermanowice oraz z części gmin Prałkowce i Popowice hitlerowcy utworzyli gminę Przemyśl, natomiast południową połowę gminy Hermanowice włączono do gminy Niżankowice. Z tej właśnie połowy – po odpadnięciu Niżankowic do ZSRR – utworzono po wojnie (w 1944 roku) gminę Fredropol.
W porównaniu ze stanem sprzed wojny, prawie cały obszar gminy Hermanowice pozostał w granicach Polski, oprócz zachodniego i południowo-zachodniego pasma z m.in. wsiami Podmojsce i Zabłotce, które weszło w struktury ZSRR.